# Parque nacional de Khangchendzonga
El Parque Nacional Khangchendzonga (previamente llamado parque nacional Kanchenjunga), también llamado reserva de la biosfera Kanchenjunga, está localizado en el estado de Sikkim en la India.
La montaña de la cual el parque toma su nombre, el Kanchenjunga, tiene aproximadamente 8.586 m s. n. m., siendo el tercer pico más alto del mundo. El área total de este parque es de aproximadamente 1784 km².
Hay muchos glaciares en el parque, incluyendo el glaciar de Zemu.
En julio de 2016, la Unesco eligió el parque nacional de Khangchendzonga como Patrimonio Mixto de la Humanidad, por su "paisaje excepcional de planicies, valles, lagos, glaciares y espectaculares montañas cubiertas de bosques arcaicos y rematadas por casquetes de nieve".

## Flora
La vegetación del parque incluye bosques templados de frondosas y mixtos formados por robles, abetos, abedules, arces, sauces, etc. La vegetación del parque también incluye praderas y matorrales de montaña a altitudes mayores, con hierbas y plantas medicinales.

## Fauna
Entre los animales que se pueden observar en el parque se encuentran el ciervo almizclero, el leopardo de las nieves y el tar del Himalaya. Hay otras especies en la zona como: oso perezoso, civeta, oso tibetano, panda rojo, kiang, baral o carnero azul, seraus, goral y takín, así como reptiles, entre los que se incluyen la serpiente rata oriental (Ptyas mucosus) y la víbora de Russel.
Un estudio reciente reveló que los cuones se han convertido en algo muy infrecuente en la zona. Los cuones en la reserva de la biosfera del Kanchenjunga se cree que pertenecen a una subespecie rara y genéticamente diferente Cuon alpinus primaevus.
Alrededor de 550 especies de aves se encuentran dentro del parque, incluyendo ejemplares de faisán ensangrentado, tragopán satir, águilas pescadoras, buitre del Himalaya, quebrantahuesos, tragopán occidental, vinagos, perdigallo tibetano, paloma nival, monal colirrojo, cuclillo esmeralda asiático, pájaros sol y águilas.